# 제29회 유럽 영화상
제29회 유럽 영화상은 2016년 12월 10일에 열린 시상식이다.

## 수상 및 후보

### 유러피안 작품상
- 토니 에드만 - 마렌 아데 수상
- 엘르 - 폴 버호벤
- 나, 다니엘 블레이크 - 켄 로치
- 줄리에타 - 페드로 알모도바르
- 룸 - 레니 에이브러햄슨

### 유러피안 코메디상
- 오베라는 남자 - 하네스 홀름 수상
- 룩 후즈 백 - 다비드 브넨트
- 원 맨 앤 히즈 카우 - 모하메드 하미디

### 유러피안 디스커버리상
- 올리 마키의 가장 행복한 날 - 유호 쿠오스마넨 수상
- 독스 - 보그단 미리카
- 더 스트레인지 섬머 - 줄스 허먼
- 샌드 스톰 - 일리트 젝세르
- 써스트 - 스베틀라 트소트소르코바

### 유러피안 다큐멘터리상
- 화염의 바다 - 잔프란코 로시 수상
- 21 x 뉴욕 - 피오트르 스타시크
- 어 패밀리 어페어 - 톰 파사트
- 미스터 가가 - 토머 헤이먼
- S 이즈 포 스탠리 - 알렉스 인파셀리
- 소년을 위한 나라는 없다 - 피에터-잔 드 푸에

### 유러피안 애니메이션상
- 내 이름은 꾸제트 - 클로드 바라스 수상
- 버드보이와 잊혀진 아이들 - 알베르토 바즈케스 외 1명
- 붉은 거북 - 마이클 두독 드 비트

### 유러피안 단편영화상
- 9 데이즈 - 프롬 마이 윈도우 인 알레포 - 토마스 브로이그 외 2명 수상
- 살인 신호등 - 데트스키 그라팜
- 어 맨 러턴드 - 마디 플레이펠
- 아말림보 - 후안 파블로 리보사르트
- 에드몬드 - 니나 갠츠
- 홈 - 다니엘 멀로이
- 아임 낫 프롬 히어 - 기에드레 히츠키타
- 저 멀리서 - 플로리안 그로릭
- 림보 - 콘스탄티나 캇츠마니
- 슈팅 스타 - 류보미어 욘체브
- 스몰 토크 - 이븐 하프노르 외 1명
- 더 풀니스 오브 타임 (로맨스) - 마농 쿠비아
- 더 굿바이 - 클라라 로퀫
- 더 월 - 사무엘 램파에르트
- 위 올 러브 더 시쇼어 - 케이나 에스피네이라

### 유러피안 감독상
- 토니 에드만 - 마렌 아데 수상
- 엘르 - 폴 버호벤
- 바칼로레아 - 크리스티안 문주
- 나, 다니엘 블레이크 - 켄 로치
- 줄리에타 - 페드로 알모도바르

### 유러피안 여우주연상
- 토니 에드만 - 산드라 휠러 수상
- 엘르 - 이자벨 위페르
- 줄리에타 - 엠마 수아레스
- 줄리에타 - 아드리아나 우가르테
- 라이크 크레이지 - 발레리아 브루니 테데스키
- 사랑의 시대 - 트린 디어홈

### 유러피안 남우주연상
- 토니 에드만 - 페테르 시모니슈에크 수상
- 오베라는 남자 - 롤프 라스가드
- 플로렌스 - 휴 그랜트
- 나, 다니엘 블레이크 - 데이브 존스
- 집념의 검사 프리츠 바우어 - 버그하트 클로브너
- 트루만 - 하비에 카마라

### 유러피안 각본상
- 토니 에드만 - 마렌 아데 수상
- 바칼로레아 - 크리스티안 문주
- 나, 다니엘 블레이크 - 폴 래버티
- 룸 - 엠마 도노휴
- 사랑에 빠진 여자 - 토마스 바실레프스키

### 유러피안 촬영상
- 랜드 오브 마인 - Camilla Hjelm Knudsen 수상

### 유러피안 음악상
- 더 스튜던트 - Ilya Demutsky 수상

### 유러피안 편집상
- 사랑의 시대 - 자너스 빌레스코브 젠슨 수상

### 유러피안 사운드디자이너상
- 11분 - Radoslaw Ochnio 수상

### 유러피안 의상디자이너상
- 랜드 오브 마인 - 스테파니 비커 수상

### 유럽영화아카데미 평생공로상
- 장 클로드 카리에 수상

### 올해의 유러피안 공동제작상
- Leontine Petit 수상

### 유러피안 월드 시네마상
- Pierce Brosnan 수상

### 명예상
- 안제이 바이다 수상

### 관객상
- 바디 - 마우고시카 슈모프스카 수상

### EFA 장편 영화 셀렉션
- 24주 - 앤 조라 베라치드
- 오베라는 남자 - 하네스 홀름
- 어 워: 라스트 미션 - 토비아스 린드홈
- 비잉 17 - 앙드레 테시네
- 비욘드 더 마운틴즈 앤드 힐스 - 에란 콜리린
- 슈발리에 - 아디너 레이첼 창가리
- 던 - 라일라 파칼니나
- 사라예보의 죽음 - 다니스 타노비치
- 돈 비 배드 - 클라우디오 칼리가리
- 엘르 - 폴 버호벤
- 플로렌스 - 스티븐 프리어즈
- 프렌지 - 예민 엘퍼
- 바칼로레아 - 크리스티안 문주
- 나, 다니엘 블레이크 - 켄 로치
- 아이, 올가 헤프나로바 - 토마스 와인렙 외 1명
- 줄리에타 - 페드로 알모도바르
- 킬스 온 휠즈 - 아틸라 틸
- 쾨펙 - 에센 이식
- 랜드 오브 마인 - 마틴 잔드블리엣
- 레터스 프롬 워 - 이보 M. 페레이라
- 라이크 크레이지 - 파올로 비르지
- 로스트 인 무니치 - 피터 젤렌카
- 맘말 - 레베카 댈리
- 미모사 - 올리버 라세
- 온 디 아더 사이드 - 즈린코 오그레스타
- 원 오브 어스 - 스테판 리히터
- 퍼펙트 스트레인저 - 파올로 제노베제
- 파이로매니악 - 에릭 스코졸드재르그
- 라우프: 소년의 소원 - 바리스 카야 외 1명
- 룸 - 레니 에이브러햄슨
- 시에라네바다 - 크리스티 푸이유
- 사랑의 노래 - 에바 네이만
- 참새 - 루나 루나슨
- 스트레인지 헤븐 - 다리우스 가예브스키
- 서프레제트 (영화) - 사라 가브론
- 선탠 - 아르기리스 파파디미트로풀로스
- 다르데넌 - 로빈 프론트
- 사랑의 시대 - 토마스 빈터베르그
- 올리 마키의 가장 행복한 날 - 유호 쿠오스마넨
- 인어와 함께 춤을 - 아그네즈카 스모친스카
- 더 올리브 트리 - 이시아 볼레인
- 더 파라다이스 스위트 - 유스트 반 긴켈
- 집념의 검사 프리츠 바우어 - 라스 크라우메
- 더 스튜던트 - 키릴 세레브렌니코프
- 언노운 걸 - 장 피에르 다르덴 외 1명
- 다가오는 것들 - 미아 한센-러브
- 티쿤 - 아비샤이 시반
- 토니 에드만 - 마렌 아데
- 트루만 - 세스 가이
- 사랑에 빠진 여자 - 토마스 바실레프스키

### EFA 다큐멘터리 셀렉션
- 21 x 뉴욕 - 피오트르 스타시크
- 어 패밀리 어페어 - 톰 파사트
- 어느 독일인의 삶 - 크리스티안 크로네스 외 3명
- 비커밍 즐라탄 - 프레드릭 게르튼 외 1명
- 데자뷰 - 욘 방 카를센
- 유럽, 쉬 러브즈 - 얀 가스만
- 화염의 바다 - 잔프란코 로시
- 허 본 보렌 - 앙드레 샤퍼
- 로스트 앤 뷰티풀 - 피에트로 마르첼로
- 말로리 - 헬레나 트레슈티코바
- 미스터 가가 - 토머 헤이먼
- 더 이벤트 - 세르히 로즈니차
- 소년을 위한 나라는 없다 - 피에터-잔 드 푸에
- 더 롱기스트 런 - 마리아나 에코노무
- 리버레이션, 더 유저스 가이드 - 알렉산더 쿠즈네츠브